# Zorion opacum
Zorion opacum là một loài bọ cánh cứng trong họ Cerambycidae.